# Hokuriku-Hauptlinie
| Triebwagen der Baureihe 681 in Shin-Hikida |                   |                                   |                                   |
| rot: heutige Hokuriku-Linie blau: an Drittanbieter übertragen |                   |                                   |                                   |
| Streckenlänge: | 45,9 km           |                                   |                                   |
| Spurweite: | 1067 mm (Kapspur) |                                   |                                   |
| Stromsystem: | 1500 V =          |                                   |                                   |
| Streckengeschwindigkeit: | 130 km/h          |                                   |                                   |
| Zweigleisigkeit: | ganze Strecke     |                                   |                                   |
| |                   |                                   |                                   |
| Gesellschaft: | JR West           |                                   |                                   |
| \| \| \| Biwako-Linie \| 1889– \| \| \| \| Ōmi-Hauptlinie \| 1931– \| \| \| 0,0 \| Maibara (米原) \| 1889– \| \| \| \| Tōkaidō-Hauptlinie \| 1889– \| \| \| \| Depot \| \| \| \| \| Tōkaidō-Shinkansen \| 1964– \| \| \| 2,4 \| Sakata (坂田) \| 1931– \| \| \| 4,7 \| Tamura (田村) \| 1931– \| \| \| 7,7 \| Nagahama (長浜) \| 1882– \| \| \| \| Tōkaidō-Hauptlinie (alte Strecke) \| \| \| \| \| Ane-gawa \| \| \| \| 12,8 \| Torahime (虎姫) \| 1902– \| \| \| 15,6 \| Kawake (河毛) \| 1954– \| \| \| \| Hokuriku-Autobahn \| \| \| \| \| Takatoki-gawa \| \| \| \| \| Nippon Electric Glass \| \| \| \| 18,2 \| Takatsuki (高月) \| 1882– \| \| \| 22,4 \| Kinomoto (木ノ本) \| 1882– \| \| \| \| Hokuriku-Autobahn \| \| \| \| \| alte Strecke \| 1882–1964 \| \| \| 26,5 0,0* \| Yogo (余呉) \| 1957– \| \| \| 4,6* \| Nakanogō (中ノ郷) \| 1882–1964 \| \| \| \| Shin-Yogo-Tunnel \| \| \| \| 9,3* \| Yanagase (柳ヶ瀬) \| 1882–1964 \| \| \| 11,4 \| Karigaya (雁ヶ谷) \| 1922–1964 \| \| \| \| \| \| \| \| \| Kosei-Linie \| 1974– \| \| \| 31,4 \| Ōmi-Shiotsu (近江塩津) \| 1957– \| \| \| \| (2 Tunnel) \| \| \| \| \| Yanagase-Tunnel (1352 m) \| \| \| \| \| Fukasaka-Tunnel (5170 m) \| \| \| \| \| Horadō-nishiguchi \| \| \| \| \| (洞道西口) \| 1882–1884 \| \| \| 14,9* \| Tone (刀根) \| 1913–1964 \| \| \| \| Shō-Tunnel \| \| \| \| \| Tone-Tunnel \| \| \| \| \| Asō-guchi (麻生口) \| 1882–1884 \| \| \| \| Sosogi-Tunnel \| \| \| \| 39,2 \| Shin-Hikida (新疋田) \| 1957– \| \| \| 20,3* \| Hikida (疋田) \| 1882–1964 \| \| \| \| \| \| \| \| \| Hikida-Tunnel (322 m) \| \| \| \| \| Ichihashi-Tunnel (238 m) \| \| \| \| \| \| \| \| \| \| Hatobara-Tunnel (258 m) \| \| \| \| \| 1. Kinugake-Tunnel (1319 m) \| \| \| \| \| Michinokuchi-Tunnel (80 m) \| \| \| \| \| 2. Kinugake-Tunnel (573 m) \| \| \| \| \| Maizuru-Wakasa-Autobahn \| \| \| \| \| Obama-Linie \| 1917– \| \| \| \| Depot Tsuruga \| \| \| \| \| \| \| \| \| \| Toyobo Co. \| \| \| \| 45,9 \| Tsuruga (敦賀) \| 1909– \| \| \| \| \| \| \| \| \| Tsuruga \| 1882–1909 \| \| \| \| \| \| \| \| \| Tsuruga-Shinkō (敦賀新港) \| \| \| \| \| Tsuruga-Minato (敦賀港) \| \| \| \| \| Fukui-Linie \| 1896– \| |                   |                                   |                                   |
| Strecke |                   | Biwako-Linie                      | 1889–                             |
| Abzweig geradeaus und von rechts |                   | Ōmi-Hauptlinie                    | 1931–                             |
| | 0,0               | Maibara (米原)                    | 1889–                             |
| Abzweig geradeaus und nach rechts · Strecke |                   | Tōkaidō-Hauptlinie                | 1889–                             |
| Betriebsstelle Streckenanfang und quer · Abzweig geradeaus und nach rechts · Strecke |                   | Depot                             | Depot                             |
| Kreuzung geradeaus unten · Strecke nach rechts |                   | Tōkaidō-Shinkansen                | 1964–                             |
| Haltepunkt / Haltestelle | 2,4               | Sakata (坂田)                     | 1931–                             |
| Haltepunkt / Haltestelle | 4,7               | Tamura (田村)                     | 1931–                             |
| Bahnhof | 7,7               | Nagahama (長浜)                   | 1882–                             |
| Abzweig geradeaus und ehemals nach rechts |                   | Tōkaidō-Hauptlinie (alte Strecke) | Tōkaidō-Hauptlinie (alte Strecke) |
| Brücke über Wasserlauf |                   | Ane-gawa                          | Ane-gawa                          |
| Bahnhof | 12,8              | Torahime (虎姫)                   | 1902–                             |
| Haltepunkt / Haltestelle | 15,6              | Kawake (河毛)                     | 1954–                             |
| Strecke mit Straßenbrücke |                   | Hokuriku-Autobahn                 | Hokuriku-Autobahn                 |
| Brücke über Wasserlauf |                   | Takatoki-gawa                     | Takatoki-gawa                     |
| Betriebsstelle Streckenanfang und quer · Abzweig geradeaus und von rechts |                   | Nippon Electric Glass             | Nippon Electric Glass             |
| Bahnhof | 18,2              | Takatsuki (高月)                  | 1882–                             |
| Bahnhof | 22,4              | Kinomoto (木ノ本)                 | 1882–                             |
| Strecke mit Straßenbrücke |                   | Hokuriku-Autobahn                 | Hokuriku-Autobahn                 |
| |                   | alte Strecke                      | 1882–1964                         |
| Strecke (außer Betrieb) · Haltepunkt / Haltestelle | 26,5 0,0*         | Yogo (余呉)                       | 1957–                             |
| Bahnhof (Strecke außer Betrieb) · Strecke | 4,6*              | Nakanogō (中ノ郷)                 | 1882–1964                         |
| Strecke (außer Betrieb) · Tunnel |                   | Shin-Yogo-Tunnel                  | Shin-Yogo-Tunnel                  |
| Bahnhof (Strecke außer Betrieb) · Tunnel | 9,3*              | Yanagase (柳ヶ瀬)                 | 1882–1964                         |
| Bahnhof (Strecke außer Betrieb) · Tunnel | 11,4              | Karigaya (雁ヶ谷)                 | 1922–1964                         |
| Strecke (außer Betrieb) · Tunnel |                   |                                   |                                   |
| Strecke (außer Betrieb) · Abzweig geradeaus und von links |                   | Kosei-Linie                       | 1974–                             |
| Strecke (außer Betrieb) · Bahnhof | 31,4              | Ōmi-Shiotsu (近江塩津)            | 1957–                             |
| Strecke (außer Betrieb) · Tunnel |                   | (2 Tunnel)                        | (2 Tunnel)                        |
| Tunnel (Strecke außer Betrieb) · Tunnelanfang |                   | Yanagase-Tunnel (1352 m)          | Yanagase-Tunnel (1352 m)          |
| Strecke (außer Betrieb) · Strecke (im Tunnel) |                   | Fukasaka-Tunnel (5170 m)          | Fukasaka-Tunnel (5170 m)          |
| Haltepunkt / Haltestelle (Strecke außer Betrieb) · Strecke (im Tunnel) |                   | Horadō-nishiguchi                 | Horadō-nishiguchi                 |
| Strecke (außer Betrieb) · Strecke (im Tunnel) |                   | (洞道西口)                        | 1882–1884                         |
| Bahnhof (Strecke außer Betrieb) · Strecke (im Tunnel) | 14,9*             | Tone (刀根)                       | 1913–1964                         |
| Tunnel (Strecke außer Betrieb) · Strecke (im Tunnel) |                   | Shō-Tunnel                        | Shō-Tunnel                        |
| Tunnel (Strecke außer Betrieb) · Strecke (im Tunnel) |                   | Tone-Tunnel                       | Tone-Tunnel                       |
| Haltepunkt / Haltestelle (Strecke außer Betrieb) · Strecke (im Tunnel) |                   | Asō-guchi (麻生口)                | 1882–1884                         |
| Tunnel (Strecke außer Betrieb) · Tunnelende |                   | Sosogi-Tunnel                     | Sosogi-Tunnel                     |
| Strecke (außer Betrieb) · Bahnhof | 39,2              | Shin-Hikida (新疋田)              | 1957–                             |
| Bahnhof (Strecke außer Betrieb) | 20,3*             | Hikida (疋田)                     | 1882–1964                         |
| Strecke (außer Betrieb) · Tunnelanfang · Tunnelanfang |                   |                                   |                                   |
| Strecke (außer Betrieb) · Strecke nach halblinks (im Tunnel) · Strecke nach halbrechts (im Tunnel) |                   | Hikida-Tunnel (322 m)             | Hikida-Tunnel (322 m)             |
| Strecke (außer Betrieb) · Strecke von halblinks (im Tunnel) · Strecke von halbrechts (im Tunnel) |                   | Ichihashi-Tunnel (238 m)          | Ichihashi-Tunnel (238 m)          |
| Strecke (außer Betrieb) · Tunnelende · Tunnelende |                   |                                   |                                   |
| Tunnelanfang |                   | Hatobara-Tunnel (258 m)           | Hatobara-Tunnel (258 m)           |
| Strecke von links · Kreuzung geradeaus unten · Strecke Tunnelanfang und quer · Kreuzung mit Tunnelstrecke (im Tunnel) · Strecke von rechts (im Tunnel) |                   | 1. Kinugake-Tunnel (1319 m)       | 1. Kinugake-Tunnel (1319 m)       |
| Tunnel · Strecke · Tunnelende · Tunnelende |                   | Michinokuchi-Tunnel (80 m)        | Michinokuchi-Tunnel (80 m)        |
| Strecke nach links und Tunnelanfang · Strecke nach rechts und Tunnelanfang |                   | 2. Kinugake-Tunnel (573 m)        | 2. Kinugake-Tunnel (573 m)        |
| Strecke mit Straßenbrücke |                   | Maizuru-Wakasa-Autobahn           | Maizuru-Wakasa-Autobahn           |
| Abzweig geradeaus und von links |                   | Obama-Linie                       | 1917–                             |
| Blockstelle |                   | Depot Tsuruga                     | Depot Tsuruga                     |
| |                   |                                   |                                   |
| Abzweig geradeaus und ehemals von links · Kreuzung (Strecken außer Betrieb) · Betriebsstelle Streckenende und quer (Strecke außer Betrieb) |                   | Toyobo Co.                        | Toyobo Co.                        |
| Bahnhof · Strecke (außer Betrieb) | 45,9              | Tsuruga (敦賀)                    | 1909–                             |
| Abzweig geradeaus und ehemals von links · Abzweig geradeaus und von rechts (Strecke außer Betrieb) |                   |                                   |                                   |
| Strecke · Bahnhof (Strecke außer Betrieb) |                   | Tsuruga                           | 1882–1909                         |
| Abzweig geradeaus und ehemals von links · Abzweig geradeaus und von rechts (Strecke außer Betrieb) |                   |                                   |                                   |
| Strecke · Abzweig geradeaus und nach links (Strecke außer Betrieb) · Betriebs-/Güterbahnhof Streckenende und quer (Strecke außer Betrieb) |                   | Tsuruga-Shinkō (敦賀新港)         | Tsuruga-Shinkō (敦賀新港)         |
| Strecke · Betriebs-/Güterbahnhof Streckenende (Strecke außer Betrieb) |                   | Tsuruga-Minato (敦賀港)           | Tsuruga-Minato (敦賀港)           |
| Strecke |                   | Fukui-Linie                       | 1896–                             |

Die Hokuriku-Hauptlinie (jap. 北陸本線 Hokuriku-honsen) ist eine Eisenbahnstrecke auf der japanischen Insel Honshū, die von der Bahngesellschaft JR West betrieben wird. Sie verbindet Maibara in der Präfektur Shiga mit Tsuruga in der Präfektur Fukui. Ursprünglich verlief die Strecke weiter der Küste des Japanischen Meers entlang bis nach Naoetsu in der Präfektur Niigata. Aufgrund der Verlängerung der parallel verlaufenden Schnellfahrstrecke Hokuriku-Shinkansen trat JR West das Teilstück von Tsuruga über Kanazawa und Toyama nach Naoetsu an vier Bahngesellschaften mit regionaler Trägerschaft ab. Somit verbleibt nur noch etwa ein Achtel der ursprünglichen Hokuriku-Hauptlinie am südwestlichen Ende in der Hand von JR West.

## Aufteilung in Sektionen
Bis zu ihrer Aufteilung in den Jahren 2015 und 2024 hatte die Hokuriku-Hauptlinie eine Gesamtlänge von 353,8 km zwischen Maibara und Naoetsu. Heute ist der von JR West betriebene Streckenabschnitt noch 45,9 km lang. Betrieblich ist die Hokuriku-Hauptlinie in fünf Sektionen geteilt, wobei eine bei JR West verblieben ist. Vier wurden aufgrund des Parallelverkehrs mit der Schnellfahrstrecke Hokuriku-Shinkansen an die Bahngesellschaften Hapi-Line Fukui, IR Ishikawa Tetsudō, Ainokaze Toyama Tetsudō und Echigo Tokimeki Tetsudō übertragen. Dies ergibt folgtende Aufteilung:
| Verlauf             | Länge    | ursprünglicher Betreiber | Datum der Übertragung | neuer Betreiber         | neuer Name                |
| ------------------- | -------- | ------------------------ | --------------------- | ----------------------- | ------------------------- |
| Maibara – Tsuruga   | 045,9 km | JR West                  |                       | JR West                 |                           |
| Tsuruga – Daishōji  | 084,3 km | JR West                  | 16. März 2024         | Hapi-Line Fukui         | Fukui-Linie               |
| Daishōji – Kanazawa | 046,4 km | JR West                  | 16. März 2024         | IR Ishikawa Tetsudō     | IR Ishikawa-Bahnlinie     |
| Kanazawa – Kurikara | 017,8 km | JR West                  | 14. März 2015         | IR Ishikawa Tetsudō     | IR Ishikawa-Bahnlinie     |
| Kurikara – Ichiburi | 100,1 km | JR West                  | 14. März 2015         | Ainokaze Toyama Tetsudō | Ainokaze-Toyama-Bahnlinie |
| Ichiburi – Naoetsu  | 059,3 km | JR West                  | 14. März 2015         | Echigo Tokimeki Tetsudō | Nihonkai-Hisui-Linie      |
| Gesamtstrecke       | 353,8 km |                          |                       |                         |                           |

Diese Strecken bilden zusammen mit der Shin’etsu-Hauptlinie, der Uetsu-Hauptlinie und der Ōu-Hauptlinie von JR East eine Süd-Nord-Längsverbindung entlang des Japanischen Meeres, welche die Regionen Kinki und Tōhoku (bzw. Hokkaidō) miteinander verbindet und insbesondere für den Schienengüterverkehr von JR Freight von großer Bedeutung ist.

## Streckenbeschreibung
Das folgende Kapitel befasst sich ausschließlich mit dem von JR West betriebenen Streckenteil. Die übrigen werden in den Streckenartikeln der entsprechenden Bahngesellschaften beschrieben. Allen gemeinsam ist, dass sie in Kapspur (1067 mm) verlegt und zweigleisig ausgebaut sind. Der bei JR West verbliebene Teil ist mit 1500 V Gleichspannung elektrifiziert, der gesamte abgetretene Teil hingegen mit 20 kV 60 Hz Wechselspannung.
Südlicher Ausgangspunkt ist der Bahnhof Maibara am Übergang zur Tōkaidō-Hauptlinie; hier besteht auch Anschluss an die Tōkaidō-Shinkansen, die Biwako-Linie und die Ōmi-Hauptlinie. Die Strecke führt zunächst nordwärts parallel zum Ostufer des Biwa-Sees, dem größten See des Landes, nach Nagahama. Dieser 7,7 km lange Abschnitt wird auch von Nahverkehrszügen der Biwako-Linie befahren. Anschließend entfernt sich die Strecke von Seeufer und verläuft nördlich von Kinomoto durch das Yogo-Tal. Kurz darauf passiert sie den Yogo-See an dessen Nordseite und verläuft westwärts durch mehrere Tunnel, bis sie in Ōmi-Shiotsu auf die Kosei-Linie trifft und sich nach Nordwesten wendet. Im 5,2 km langen Fukasaka-Tunnel wird das Nosaka-Gebirge durchquert. Um den Höhenunterschied von fast hundert Metern zur angrenzenden Küstenebene zu überwinden, teilt sich die Strecke nach Shin-Hikida in zwei eingleisige Äste, wovon einer die Hatsuhara-Kehrschleife befährt. Sie vereinigen sich kurz vor der Einmündung der Obama-Linie wieder. Im Bahnhof Tsuruga geht die Strecke in die Fukui-Linie über. Der Abschnitt Maibara–Nagahama wird auch zur Biwako-Linie gerechnet.

## Zugangebot
Im überregionalen Fernverkehr bieten JR West und JR Central gemeinsam den stündlich verkehrenden Schnellzug Shirasagi an, der Tsuruga mit Maibara verbindet (jeweils mit Anschlüssen) an die Shinkansen-Hochgeschwindigkeitszüge. Etwa die Hälfte dieser Züge fährt über Maibara hinaus via Gifu nach Nagoya. Lediglich einen kurzen Abschnitt der Hokuriku-Hauptlinie befahren die Thunderbird-Schnellzüge von JR West zwischen Tsuruga und Osaka, die in Ōmi-Shiotsu auf die Kosei-Linie wechseln, dort aber nicht halten. Im Nahverkehr gibt es stündlich ein bis zwei Verbindungen zwischen Tsuruga und Maibara mit Halt an allen Zwischenstationen. Zusätzliche Nahverkehrszüge fahren auf dem Abschnitt Nagahama–Maibara.

## Bilder

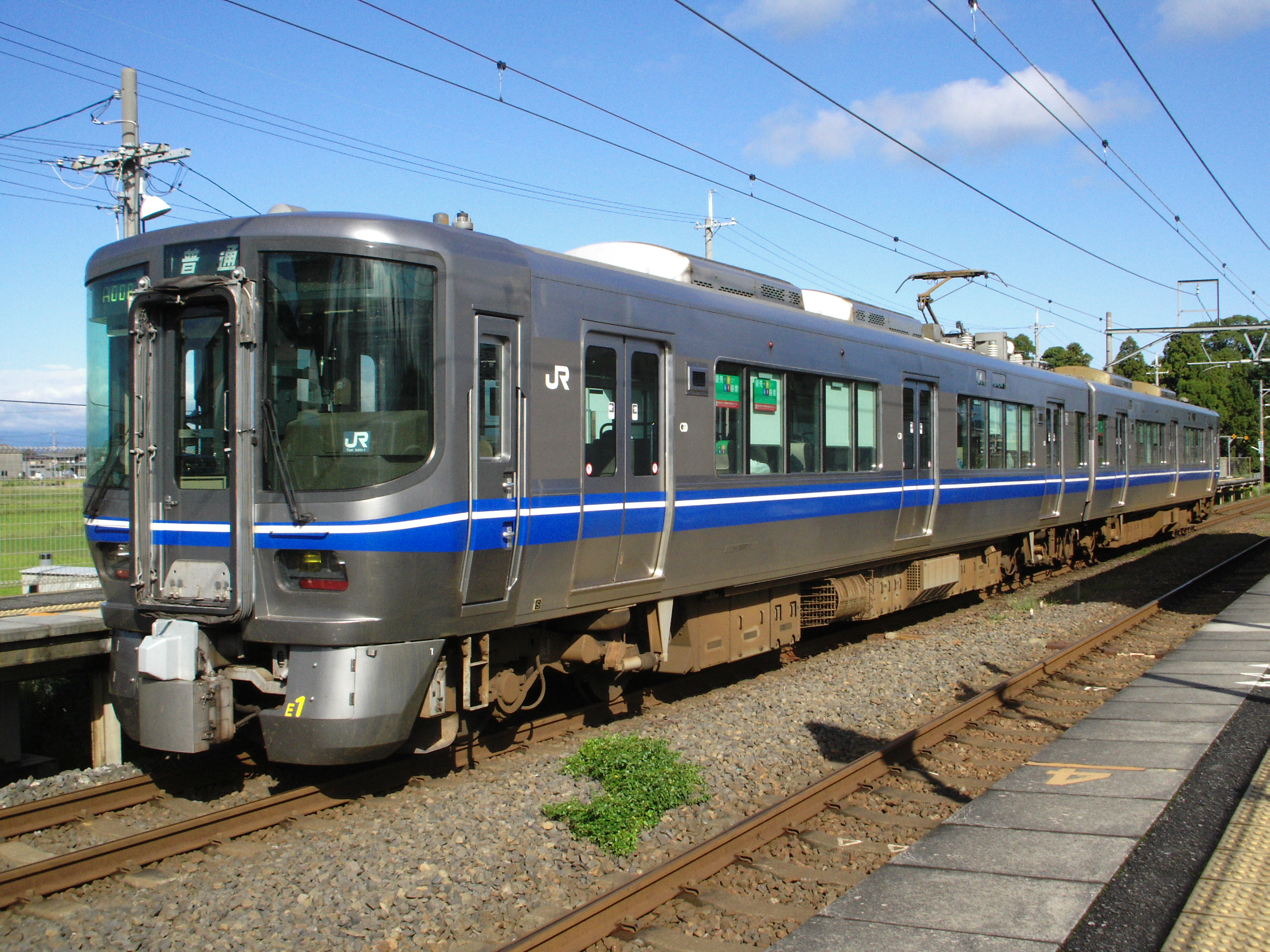
Triebzug der Baureihe 521 bei Sakata
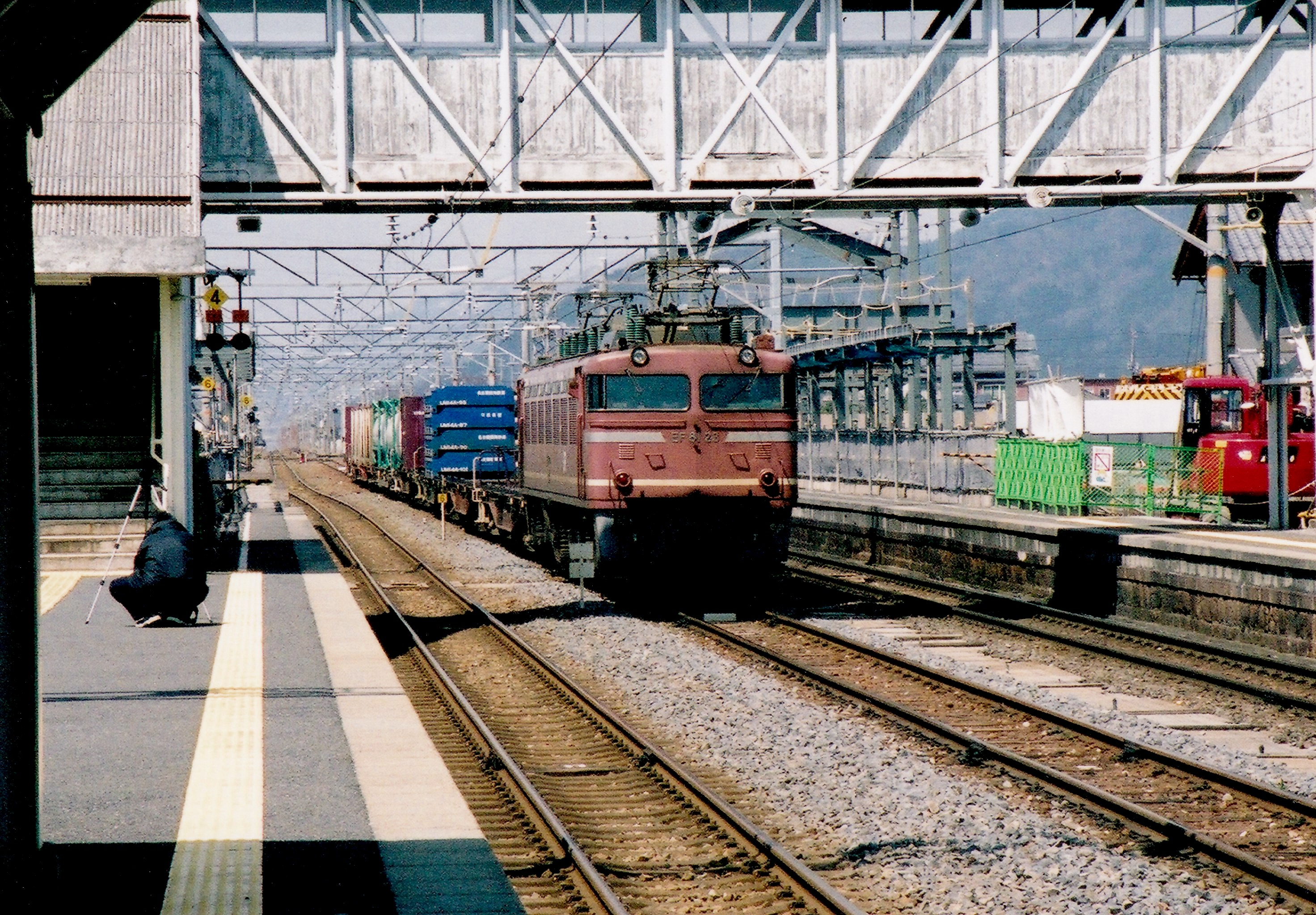
Güterzug in Takatsuki
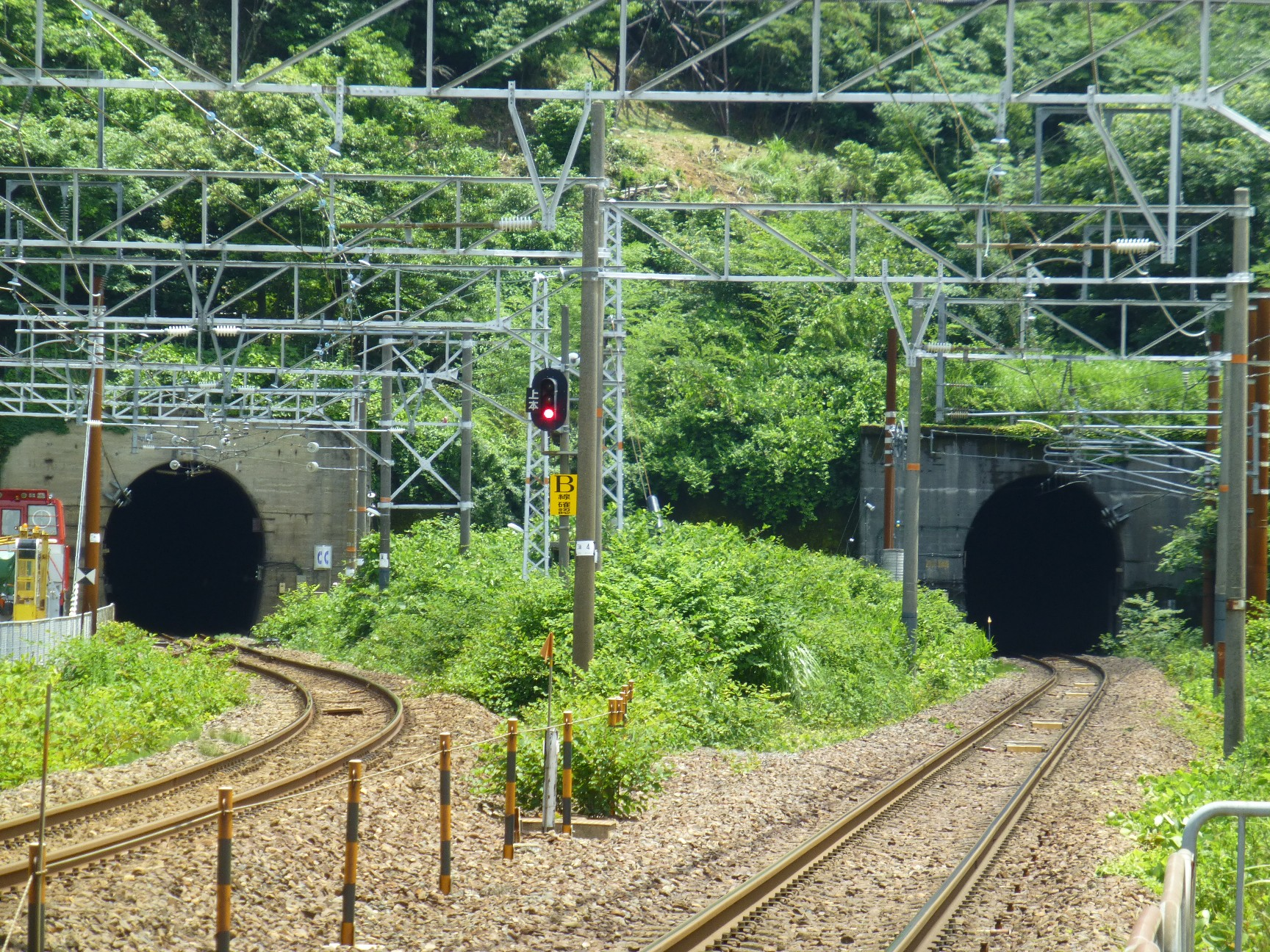
Fukasaka-Tunnel
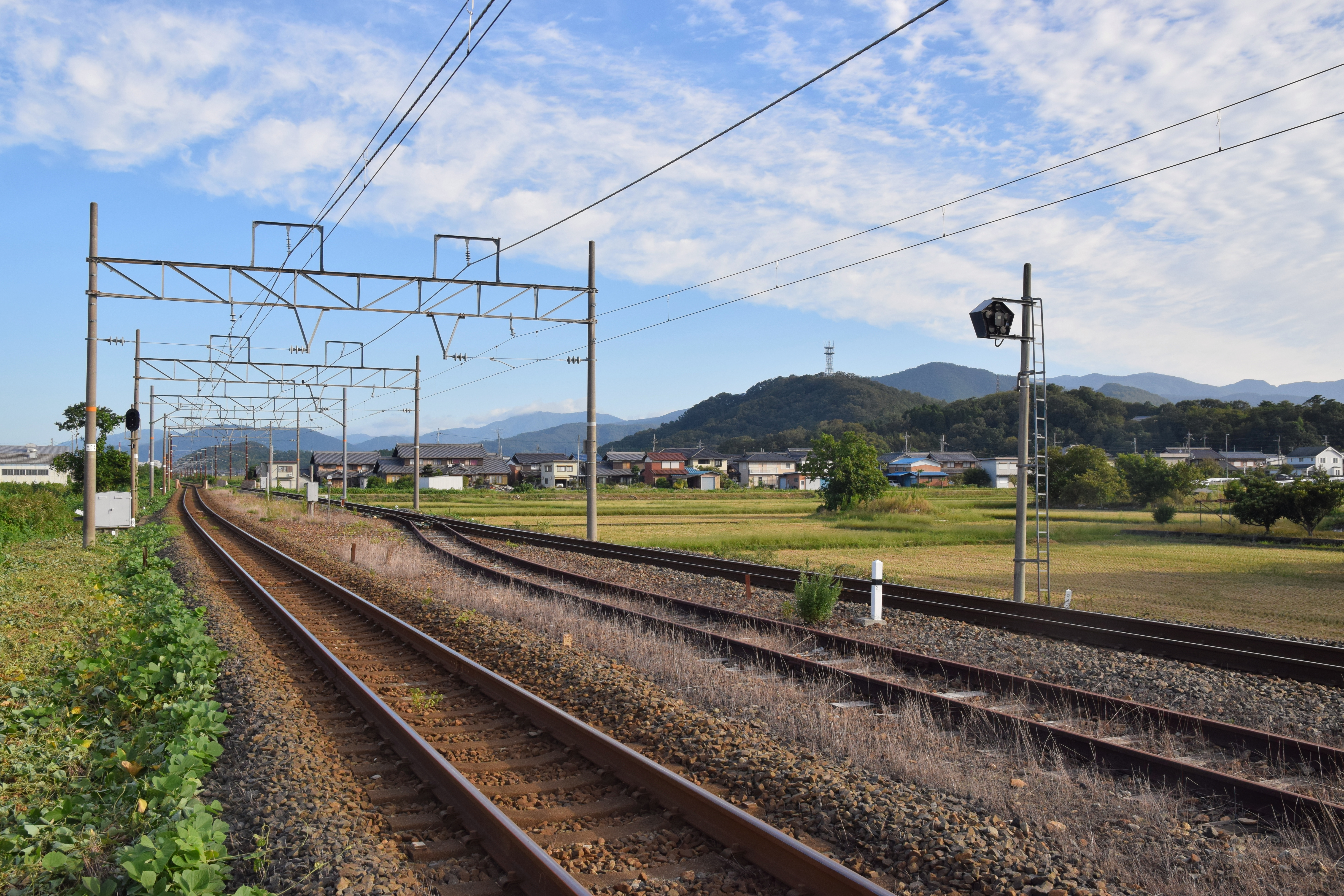
In der Nähe von Nagahama
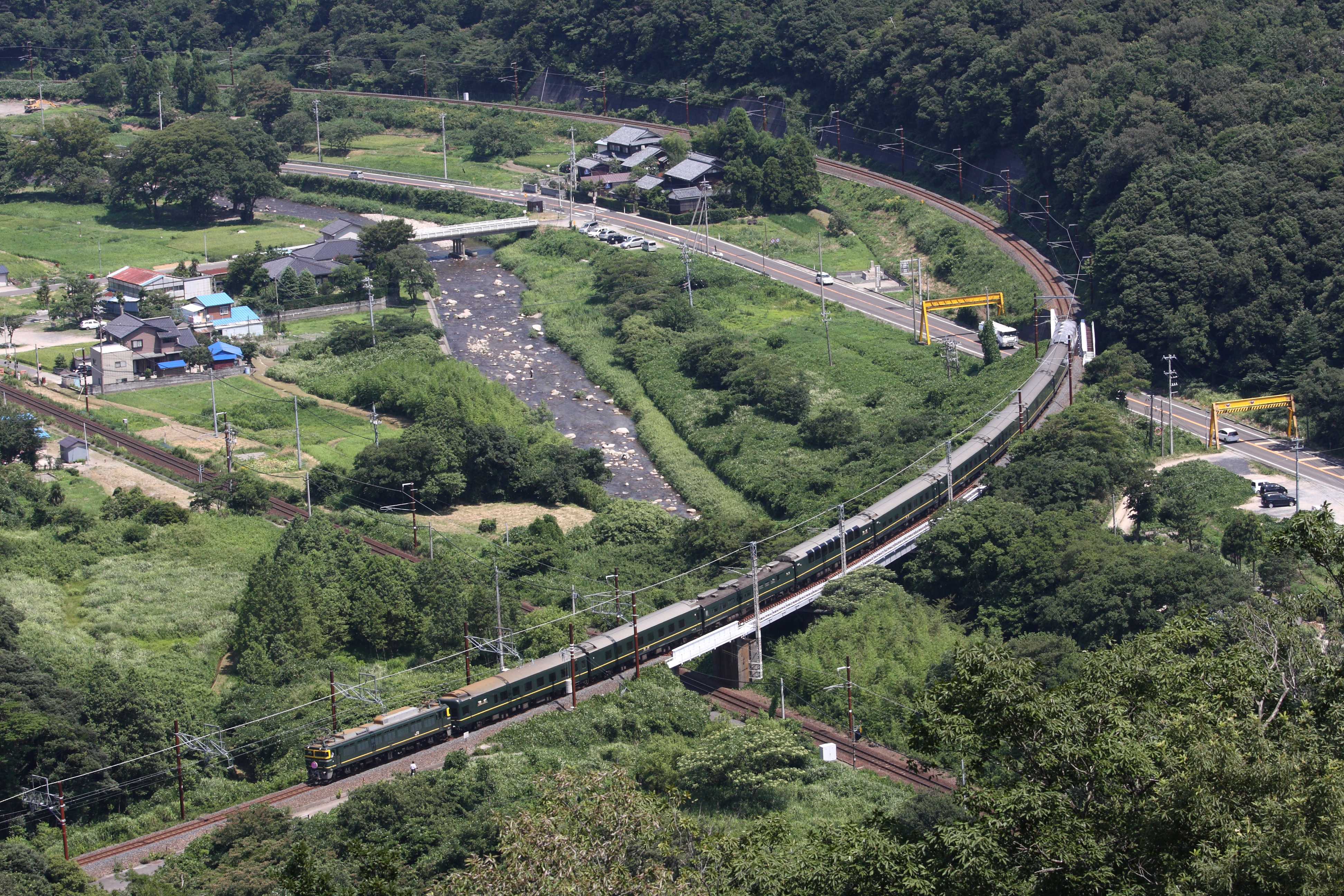
Hatsuhara-Kehrschleife

## Geschichte
Dieses Kapitel beschreibt die Entwicklung der Hokuriku-Hauptlinie auf ihrer gesamten Länge zwischen Maibara und Naoetsu.

### Streckenbau
Mitte der 1870er Jahre plante die staatliche Eisenbahnbehörde eine Schienenverbindung zwischen der noch im Bau befindlichen Tōkaidō-Hauptlinie und dem Japanischen Meer. Die Entfernung war zwar vergleichsweise gering, doch musste das Nosaka-Gebirge überwunden werden, was sich angesichts der damaligen technischen Möglichkeiten als schwierig erwies. Die Regierung beauftragte den irischen Ingenieur Richard Boyles, einen „Kontraktausländer“, mit der Vermessung einer möglichen Route. Der Bericht lag im April 1876 vor. Darin schlug Boyles vor, die Strecke solle von Nagahama aus in nördlicher Richtung durch die Berge zwischen Yogo-See und Biwa-See bis nach Shiotsu verlaufen, dann steil die Berge des Nosaka-Gebirges bis nach Kutsugake hinaufsteigen und schließlich auf der Seite der Präfektur Fukui auf einer Route, die jener der heutigen Nationalstraße 8 ähnelt, nach Tsuruga führen.

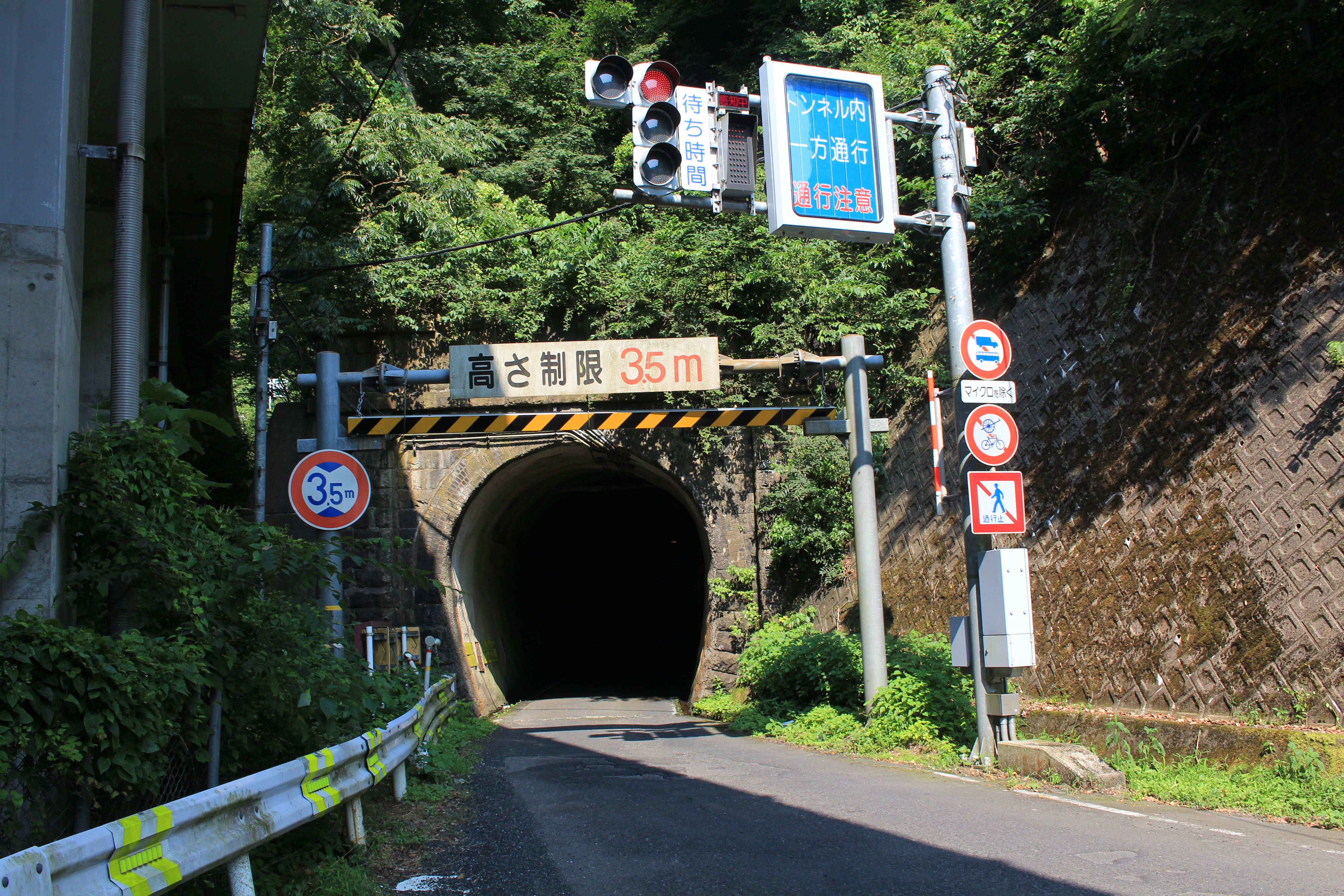
Yanagase-Tunnel, dient heute dem lokalen Straßenverkehr

Die von Boyle vorgeschlagene Route hatte den Nachteil, dass sie bis zu 37 Promille steil gewesen wäre. Deshalb ließ die Eisenbahnbehörde eine Neuvermessung durchführen und schlug den Bau des 1352 m langen Yanagase-Tunnels vor, um die Neigung auf einfacher zu bewältigende 25 Promille zu verringern. Die Tunnelbauarbeiten begannen 1880 und dauerten fast vier Jahre. Am 10. März 1882 gingen zunächst die Abschnitte Nagahama–Yanagase sowie Tsuruga–Horadō-nishiguchi in Betrieb. Zwischen dem Nord- und Südportal mussten die Fahrgäste zunächst einen Fußweg benutzen, bis der Tunnel fertiggestellt war. Die durchgehende Verbindung durch den Tunnel, der bis 1898 der längste Japans war, stand ab 16. April 1884 zur Verfügung. Die Verlängerung von Nagahama nach Maibara kam am 1. Juli 1889 hinzu.
Da es dem Staat an finanziellen Mitteln mangelte, wollte er den Weiterbau in die Region Hokuriku entlang des Japanischen Meeres einem Privatunternehmen überlassen. Allerdings herrschte eine Rezession und es gelang niemandem, genügend Kapital für die Gründung einer Bahngesellschaft aufzubringen. Die Regierung sah ein, dass der Staat beim Streckenbau eine Vorreiterrolle einnehmen müsse und legte ein Eisenbahnbaugesetz vor, das verschiedene Projekte von nationaler Bedeutung enthielt, darunter die Hokuriku-Strecke. Im Juni 1892 genehmigte der japanische Reichstag das Gesetz, im Februar 1893 die Finanzierung der Hokuriku-Hauptlinie. Nach Abschluss der ein Jahr dauernden Vermessung begannen die Bauarbeiten im Juni 1895.
Das Teilstück zwischen Tsuruga und Fukui wurde am 15. Juli 1896 eröffnet. Es folgten die Abschnitte Fukui–Komatsu am 20. September 1897, Komatsu–Kanazawa am 1. April 1898, Kanazawa–Takaoka am 1. November 1898 und Takaoka–Toyama am 20. März 1899. Der Weiterbau ab Toyama verlief nur zögerlich, denn die Strecke sollte entlang der topografisch schwierigen Oyashirazu-Steilküste verlaufen, was die Errichtung zahlreicher Tunnel erforderte. Entsprechend nahmen die Planungen viel Zeit in Anspruch und die eigentlichen Arbeiten begannen erst im März 1907 von Toyama aus. Uozu war am 16. November 1908 erreicht, Tomari am 16. April 1910, Ōmi am 15. Oktober 1912 und Ōmi–Itoigawa am 1. April 1913. Hinzu kam von Osten her der am 16. Dezember 1912 eröffnete Abschnitt Naoetsu–Itoigawa, womit die Verbindung zwischen Maibara und Naoetsu durchgehend befahrbar war.

### Häufung von Unglücksfällen

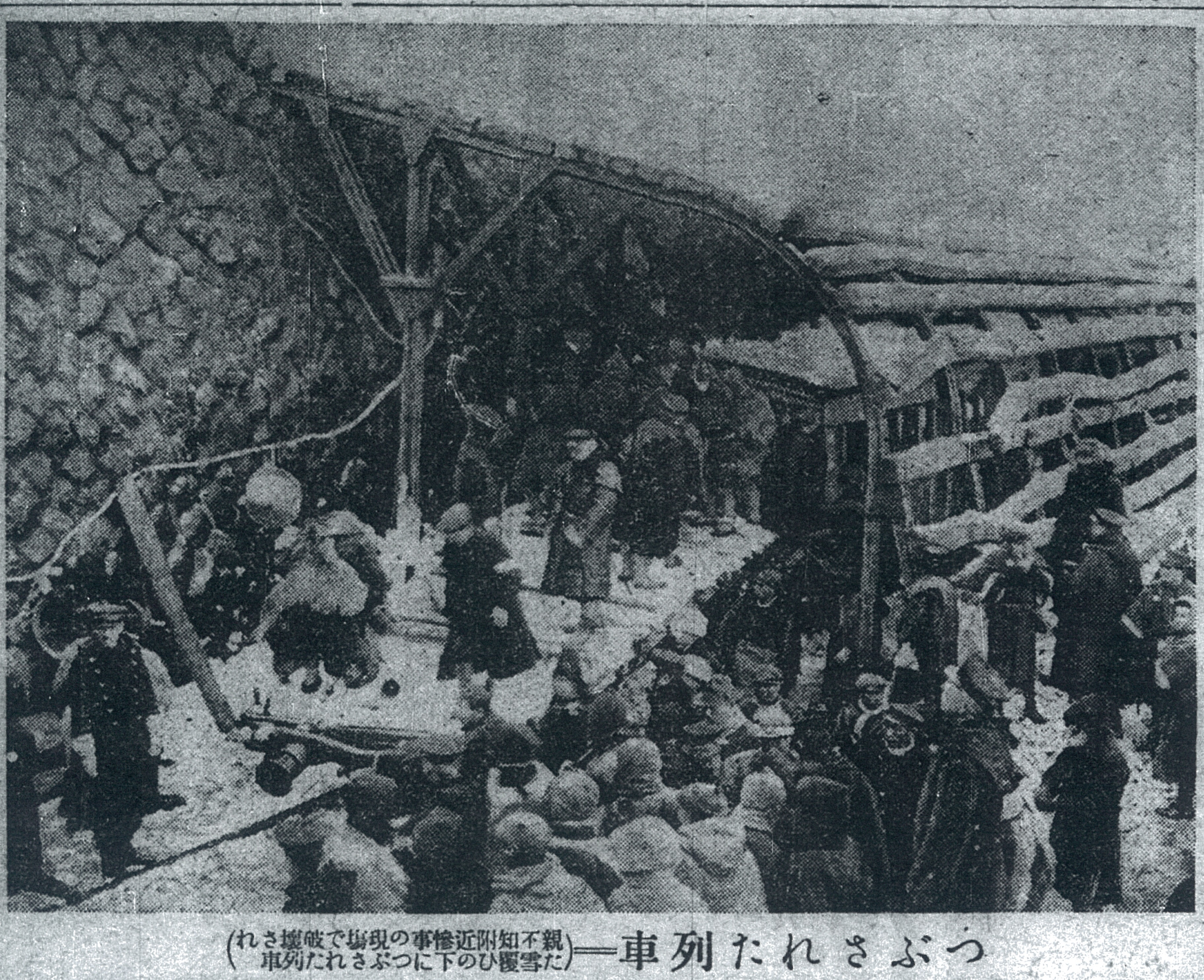
Eisenbahnunfall von Oyashirazu

Am 17. Oktober 1913 stießen im Bahnhof Higashi-Toyama ein Güterzug und ein Personenzug aufgrund der Missachtung von Haltesignalen frontal zusammen. Dabei kamen 26 Personen ums Leben und 104 weitere erlitten teils schwere Verletzungen. Achteinhalb Jahre später, am 3. Februar 1922, ereignete sich der Eisenbahnunfall von Oyashirazu: An einem steilen Berghang zwischen Ōmi und Oyashirazu löste sich eine Lawine und blockierte die Strecke. Daraufhin begaben sich 200 Arbeiter mit einem Behelfszug zur betroffenen Stelle, um die Gleise freizuschaufeln. Als sie abends nach Ōmi zurückfuhren, löste sich nicht weit davon eine weitere Lawine und verschüttete den Zug, was 90 Tote forderte.

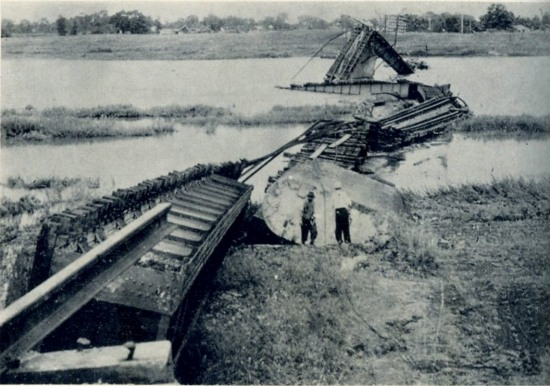
Einsturz der Kuzuryū-Brücke

Mit der Fertigstellung der Uetsu-Hauptlinie am 31. Juli 1924 bestand nun eine durchgehende Schienenverbindung entlang des Japanischen Meeres von Kōbe bis nach Aomori, die vor allem für den Schienengüterverkehr eine herausragende Bedeutung erlangte. Besonders an der Oyashirazu-Küste zwischen Ichiburi und Naoetsu geschahen wiederholt Erdrutsche, die jeweils längere Streckenunterbrechnungen zur Folge hatten. Auch Lawinen kamen gehäuft vor, beispielsweise am 22. Januar 1936 zwischen Nanjō und Imajō, als acht Arbeiter verschüttet worden, die gerade einen steckengebliebenen Zug freischaufeln wollten.
Das Eisenbahnministerium plante den Ersatz des Yanagase-Tunnels, doch sämtliche Arbeiten mussten nach dem Ausbruch des Pazifikkriegs unterbrochen werden. Die Zeit reichte noch für kleinere Doppelspurausbauten bei Kanazawa. Bei einem amerikanischen Luftangriff wurde der Bahnhof Toyama am 1. und 2. August 1945 vollständig zerstört, allerdings konnte der Betrieb bereits zwei Tage später wiederaufgenommen werden. Beim Fukui-Erdbeben am 28. Juni 1948 stürzte die Brücke über den Kuzuryū in sich zusammen, ebenso erlitten mehrere Bahnhöfe in der Nähe schwere Schäden. Die Wiederherstellungsarbeiten dauerten mehrere Monate.

### Ausbauten und Modernisierung

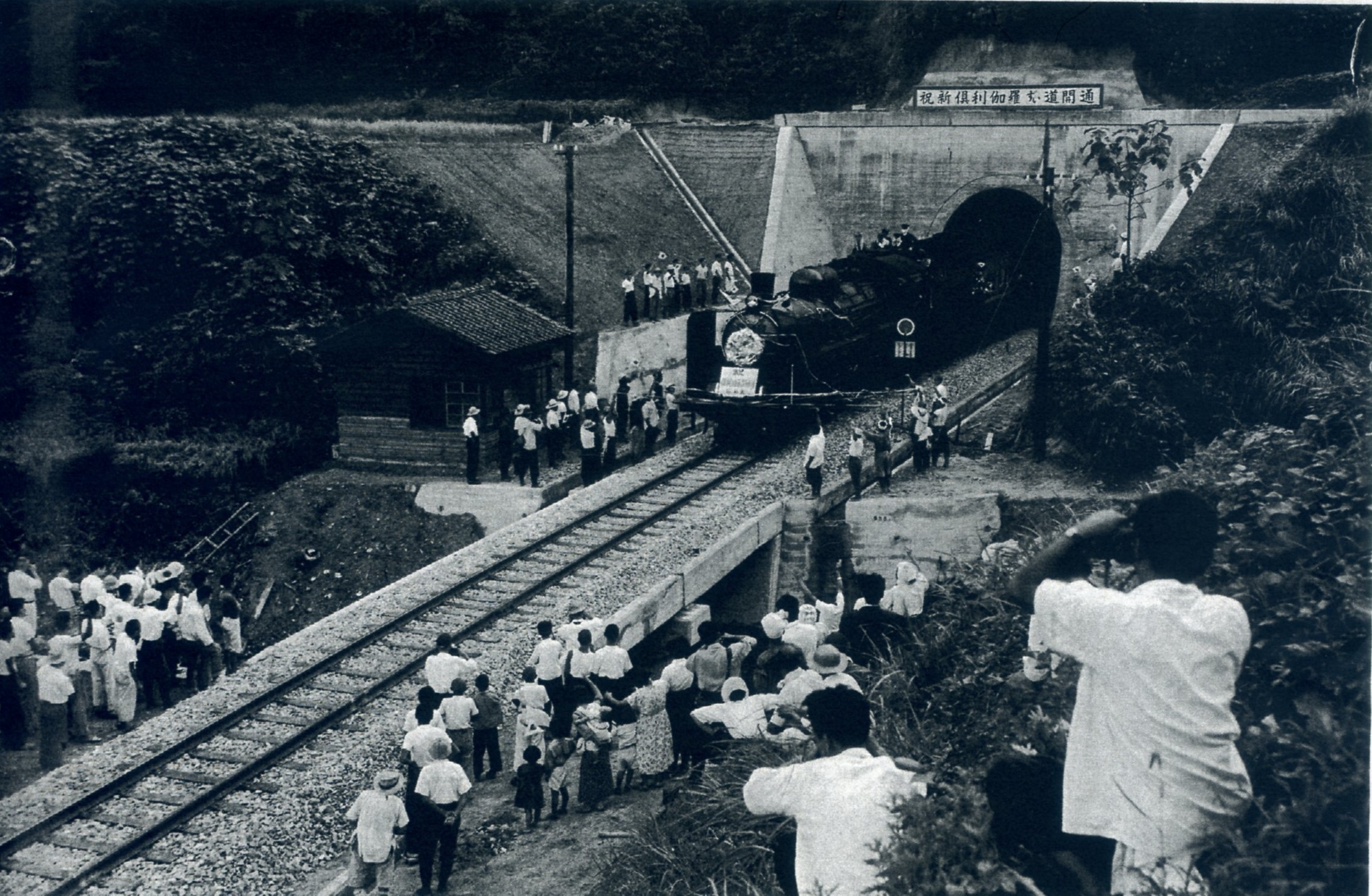
Eröffnung des Kurikara-Tunnels

Als die Japanische Staatsbahn 1949 den Betrieb der Strecke übernahm, machte sie es sich zur Aufgabe, die vielen unfallgefährdeten Stellen zu eliminieren. Als erstes eröffnete sie am 5. Dezember 1955 den Kurikara-Tunnel zwischen Kurikara und Isurugi. Im Zeitraum zwischen 1956 und 1969 baute sie die gesamte Strecke abschnittsweise zweigleisig aus, wobei sie einzelne besonders exponierte Abschnitte in Tunnel verlegte. Ein bedeutender Meilenstein war am 1. Oktober 1957 die Eröffnung der Neubaustrecke von Kinomoto über Ōmi-Shiotsu und durch den Fukasaka-Tunnel nach Tsuruga. Sie ergänzte zunächst die alte steigungsreiche Strecke durch den Yanagase-Tunnel und ersetzte sie am 11. Mai 1964 ganz. Nachdem am 21. März 1962 das Teilstück Fukui–Imajō elektrifiziert worden war, folgte am 10. Juni desselben Jahres nach über vierjähriger Bauzeit die Eröffnung des 13,9 km langen Hokuriku-Tunnels von Imajō nach Tsuruga, der von Anfang elektrifiziert war. Weitere Elektrifizierungsetappen waren Maibara–Tsuruga am 28. Dezember 1962, Fukui–Kanazawa am 4. April 1963, Kanazawa–Toyama am 24. August 1964, Toyama–Tomari am 25. August 1965, Tomari–Itoigawa am 30. September 1965 und Itoigawa–Naoetsu am 1. Oktober 1966. Somit war die gesamte Hokuriku-Linie zweigleisig und elektrifiziert.
Beim Eisenbahnunfall im Hokuriku-Tunnel am 6. November 1972 wurden 30 Menschen getötet und über 700 verletzt, als der Speisewagen des Schnellzugs Osaka–Aomori aufgrund einer unsachgemäß verlegten Stromleitung in Brand geriet. Ab 10. März 1975 wurden Schnellzüge von und nach Osaka nicht mehr über Maibara geführt, sondern über die neu eröffnete und direkter verlaufende Kosei-Linie. Im Rahmen der Staatsbahnprivatisierung ging die gesamte Hokuriku-Hauptlinie am 1. April 1987 in den Besitz der neuen Gesellschaft JR West über, während JR Freight nun für den Güterverkehr zuständig war. Am 14. September 1991 wurde der Abschnitt Maibara–Nagahama von Wechselspannung auf Gleichspannung umgestellt, damit dort Nahverkehrszüge der Biwako-Linie verkehren können. Am 8. Februar 2000 erfolgte die Einführung des Betriebsleitsystems CTC.

### Aufteilung
Grundlegende Änderungen brachte die Verlängerung der Schnellfahrstrecke Hokuriku-Shinkansen von Nagano nach Kanazawa am 14. März 2015. JR West folgte der seit Mitte der 1990er Jahre üblichen Praxis, parallel verlaufende Strecken des konventionellen Schienennetzes an Bahngesellschaften mit regionaler Trägerschaft zu übertragen. Drei Abschnitte der Hokuriku-Hauptlinie gingen an drei verschiedene Gesellschaften über: Kanazawa–Kurikara (17,8 km) an die IR Ishikawa Tetsudō, Kurikara–Ichiburi (100,1 km) an die Ainokaze Toyama Tetsudō und Ichiburi–Naoetsu (59,3 km) an die Echigo Tokimeki Tetsudō. Neun Jahre später, am 16. März 2024, trennte sich JR West von weiteren Abschnitten der Hokuriku-Hauptlinie: Tsuruga–Daishōji (84,3 km) ging an Hapi-Line Fukui über und Daishōji–Kanazawa (46,4 km) an die IR Ishikawa Tetsudō. Somit verblieb nur noch der Abschnitt Maibara–Tsuruga bei JR West.

## Liste der Bahnhöfe

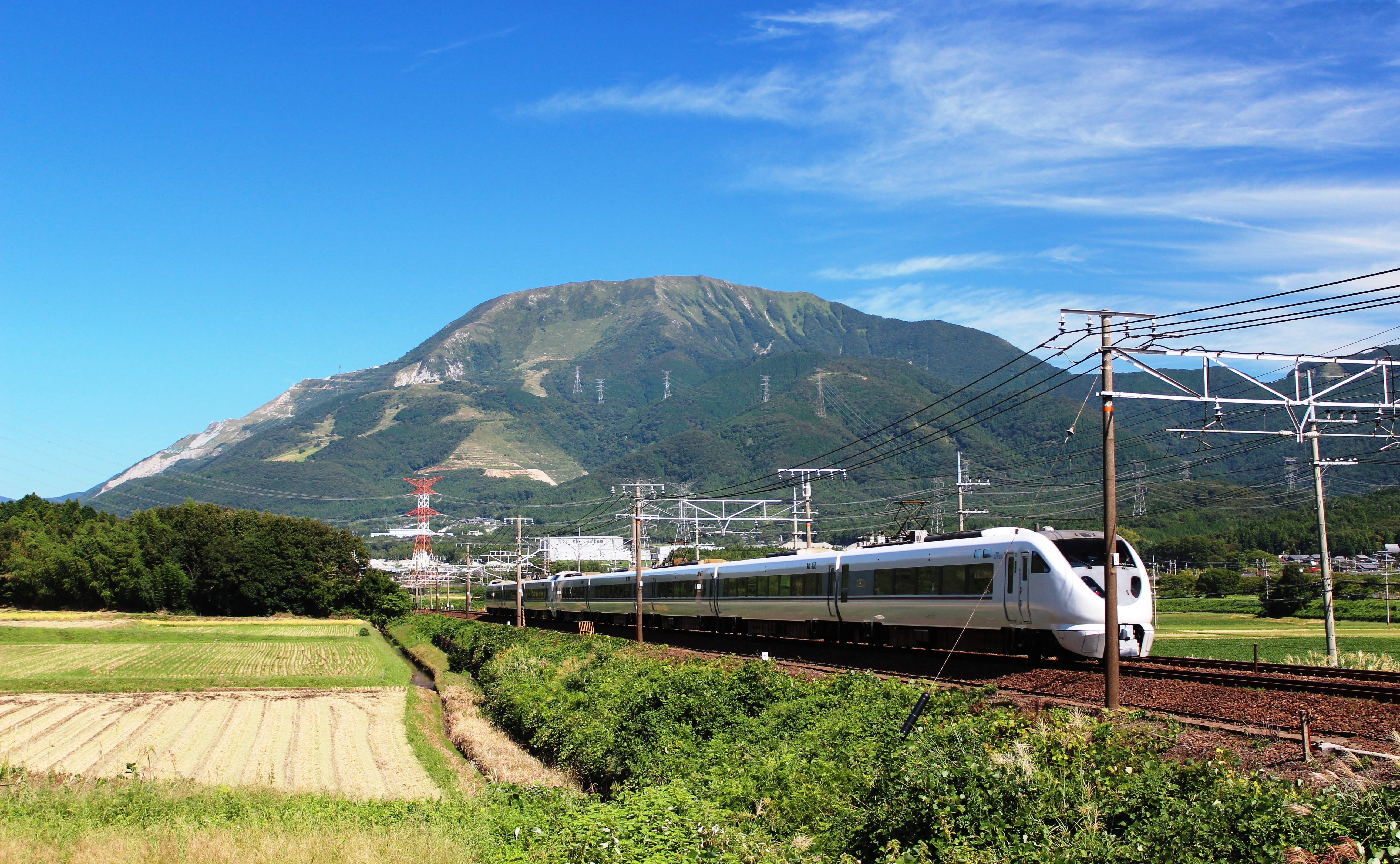
Schnellzug Shirasagi beim Maibara, hinten der Berg Ibuki

| Name   | Name                   | km   | Anschlusslinien                                                   | Lage   | Ort      | Präfektur |
| ------ | ---------------------- | ---- | ----------------------------------------------------------------- | ------ | -------- | --------- |
| JR-A12 | Maibara (米原)         | 00,0 | Biwako-Linie Ōmi-Hauptlinie Tōkaidō-Shinkansen Tōkaidō-Hauptlinie | Koord. | Maibara  | Shiga     |
| JR-A11 | Sakata (坂田)          | 02,4 |                                                                   | Koord. | Maibara  | Shiga     |
| JR-A10 | Tamura (田村)          | 04,7 |                                                                   | Koord. | Nagahama | Shiga     |
| JR-A09 | Nagahama (長浜)        | 07,7 |                                                                   | Koord. | Nagahama | Shiga     |
| JR-A08 | Torahime (虎姫)        | 12,8 |                                                                   | Koord. | Nagahama | Shiga     |
| JR-A07 | Kawake (河毛)          | 15,6 |                                                                   | Koord. | Nagahama | Shiga     |
| JR-A06 | Takatsuki (高月)       | 18,2 |                                                                   | Koord. | Nagahama | Shiga     |
| JR-A05 | Kinomoto (木ノ本)      | 22,4 |                                                                   | Koord. | Nagahama | Shiga     |
| JR-A04 | Yogo (余呉)            | 26,5 |                                                                   | Koord. | Nagahama | Shiga     |
| JR-A03 | Ōmi-Shiotsu (近江塩津) | 31,4 | Kosei-Linie                                                       | Koord. | Nagahama | Shiga     |
| JR-A02 | Shin-Hikida (新疋田)   | 39,2 |                                                                   | Koord. | Tsuruga  | Fukui     |
| JR-A01 | Tsuruga (敦賀)         | 45,9 | Fukui-Linie Obama-Linie                                           | Koord. | Tsuruga  | Fukui     |